# Jarmo (Vorname)
Jarmo [ˈjɑr.mo] ist ein männlicher Vorname.

## Herkunft und Bedeutung
Bei Jarmo handelt es sich um eine finnische Variante von Jeremias.

## Verbreitung
Der Name Jarmo ist in erster Linie in Finnland verbreitet. Dort war er vor allem von den 1940er bis in die 1970er Jahre beliebt. Heute wird er nur noch selten vergeben.
Gelegentlich kommt der Name auch in Estland und Schweden vor.

## Varianten
Der Name Jarno stellt eine Variante zu Jarmo dar. Kurzformen sind Jari und Jarkko.
Für weitere Varianten: siehe Jeremias#Varianten

## Bekannte Namensträger
- Jarmo Ahjupera (* 1984), estnischer Fußballspieler
- Jarmo Hirvasoja (* 1954), finnischer Eisspeedwayfahrer und Weltmeister
- Jarmo Hoogendijk (* 1965), niederländischer Jazzmusiker
- Jarmo Jokinen (1957–1987), finnischer Tischtennisspieler
- Jarmo Kekäläinen (* 1966), finnischer Eishockeyspieler und -funktionär
- Jarmo Lehtinen (* 1969), finnischer Rallye-Beifahrer
- Jarmo Mäkinen (* 1958), finnischer Schauspieler
- Jarmo Myllys (* 1965), finnischer Eishockeytorwart
- Jarmo Nikolai (* 1984), estnischer Biathlet
- Jarmo Övermark (* 1955), finnischer Ringer
- Jarmo Punkkinen (* 1951), finnischer Skitrainer
- Jarmo Rissanen (* 1979), finnischer Straßenradrennfahrer
- Jarmo Sandelin (* 1967), schwedischer Golfpro
- Jarmo Savolainen (1961–2009), finnischer Jazzpianist und Komponist
- Jarmo Sermilä (1939–2024), finnischer Jazztrompeter und Komponist
- Jarmo Wasama (1943–1966), finnischer Eishockeyspieler